# William George Spencer Cavendish
William George Spencer Cavendish (París, Francia, 21 de mayo de 1790 – Derbyshire, Reino Unido, 18 de enero de 1858), fue un cortesano y político británico, hijo del duque Guillermo Cavendish, duque de Devonshire y de su esposa, la duquesa Georgiana Cavendish. Sucedió a su padre como duque de Devonshire en 1811. No se casó, ni tuvo hijos.

## Primeros años
Nació en París, como el primer y único hijo varón de Guillermo Cavendish, duque de Devonshire, y de Lady Georgiana Cavendish. Fue educado en Harrow y en el Trinity College de Cambridge. Su madre murió en 1806 y en 1811, a los veintiún años, sucedió a su padre en el ducado. Junto con el título, heredó ocho casas señoriales y 200 000 acres de tierra. Llegó a mejorar sus casas y jardines (incluyendo la reconstrucción de la aldea de Edensor) y viajó extensivamente.

## Muerte
Devonshire murió en Hardwick Hall, Derbyshire, el 18 de enero de 1858, a los sesenta y siete años de edad. Como era soltero el ducado pasó a su primo William Cavendish, segundo conde de Burlington. Su título juvenil de barón Clifford cayó en desuso entre sus hermanas, Georgiana, condesa de Carlisle, y Enriqueta, condesa de Granville.

## Honores
John Lindley dedicó Pinus devoniana Lindl. en su honor.